# Emplectocladus fremontii
Emplectocladus fremontii là loài thực vật có hoa trong họ Hoa hồng. Loài này được (S. Watson) Dayton mô tả khoa học đầu tiên năm 1931.